# 1796 Рига
1796 Рига (1796 Riga) — астероїд головного поясу, відкритий 16 травня 1966 року.
Тіссеранів параметр щодо Юпітера — 3,031.
У 2013 році на честь астероїда був названий новий викопний вид мух Riga toni.